# Темна Вежа IV: Чаклун та сфера
«Чаклун та сфера» (англ. Wizard and Glass) — четвертий том з серії романів американського письменника Стівена Кінга про Темну Вежу, яку Кінг презентує як свій Magnum opus. Опубліковано в 1997 році. Українською опубліковано видавництвом Книжковий клуб «Клуб сімейного дозвілля» в 2008 р.

## Анотація до книги

### Україна
Герой циклу Темна вежа  — останній стрілець Роланд зі своїми послідовниками потрапляє з одного світу в інший. Саме в цій книзі він розповідає їм давню історію свого палкого і зворушливого кохання до Сюзен Дельґадо і пов'язаних із ним пригод. Шокуючі події, захопливий сюжет, несподівано жахливі зустрічі на шляху до мети не дозволяють читачеві відірватися від книги до останньої сторінки і збуджують непереборне прагнення дочекатися наступних книжок циклу.

## Короткий зміст
Останній з роду стрільців, Роланд і його ка-тет мчаться у поїзді під назвою Блейн Моно — поїзді побудованому стародавніми і наділеного інтелектом. Блейн має намір зійти з рейок по прибутті в кінцевий пункт, проте укладає угоду з Роландом, що відпустить їх, якщо вони загадають загадку, яку він не відгадає. Попри знання Роландом великої кількості загадок і книжку загадок Джейка, хлопчика з нашого світу, знайти таку загадку виявилось неможливим. І вже, коли надії не залишалося, рятує всіх Едді Дін, колишній наркоман, видобутий Роландом з 1987 р.
Практично не ушкоджені герої попадають в Топіку, місто у світі схожому на наш. Проте, світ мертвий, епідемії грипу забрала на той світ всіх жителів. Навкруги чути лише звук тонкоходу — проходу між світами.
Неприємний звук навіює Роланду спогади про його юнацькі роки. Він згадує як він стає наймолодшим в історії стрільцем, перемігши свого вчителя Корта. Батько, щоб вберегти сина від ворогів і війни відсилає його з друзями на схід в здавалося б спокійне містечко Гембрі. Частина жителів містечка вступили в зговір з Джоном Фарсоном — колишнім розбійником, ватажком повстанців, що носить кличку Добрий Чоловік.
В Гембрі Роланд, також, зустрічає свою першу любов Сюзен Дельґадо, яка повинна стати наложницею мера. Їх затягує вир любові і вони забувають про все насолоджуючись палким першим коханням. Проте, парі не судилося бути разом, поки Роланд з друзями вступає в бій з переважаючим ворогом, Сюзен спалюють на вогнищі. Цьому посприяла напівбожевільна відьма Рея, вона з самого початку стежила за діями Роланда через рожеву сферу вартового — сферу, що живиться енергією свого власника.

## Персонажі

### Основні герої романів Темної Вежі
- Роланд Дескейн — останній з ордену стрільців
- Джейк Чемберз — Хлопчик з Нью-Йорку, видобутий з 1977 року.
- Едді Дін — колишній наркоман, з Нью-йорку, видобутий з 1987 року.
- Сюзанна Голмс (повне ім'я Одетта Сюзанна Голмс) — чорношкіра жінка що втратила ноги під поїздом метро. Страждає роздвоєнням особистості. Темний двійник — Детта Волкер.
- Юк — тварина, що супроводжує Джейка, скидається на суміш борсука, єнота й собаки.

В даному томі основні герої Темної Вежі переходять на другий план. Більша частина роману «Чаклун та сфера» присвячена спогадам Роланда про його юність.

### Персонажі у спогадах Роланда
- Сюзен Дельґадо — 16-річна дівчина, палке й зворушливе кохання Роланда.
- Катберт Олґут та Алан Джонс — давні друзі Роланда, попередній його ка-тет.
- Стівен Дескейн — батько Роланда
- Гарт Торін — мер Гембрі
- Джон Фарсон — розбійник, що очолив повстання проти Альянсу. В романі Роланд з друзями має справу з його приспішниками.
- Джонас, Діпейп, Рейнолдз — розбійники, слуги Джона Фарсона.
- Рея — відьма, має двох домашніх улюбленців: змію Ермота і кота-мутанта Чахлика.
- Шимі — недорозвинутий розумово хлопець, що допомагає ка-тету Роланда.

## Український переклад
- Стівен Кінґ. Темна вежа IV: Чаклун та сфера. Переклад з англійської: Олена Любенко. Харків: Книжковий Клуб «Клуб Сімейного Дозвілля», 2007. 576 с. ISBN 978-966-343-953-2
  - (2-ге видання) Стівен Кінґ. Темна вежа IV: Чаклун та сфера. Переклад з англійської: Олена Любенко. Харків: Книжковий Клуб «Клуб Сімейного Дозвілля», 2009. 784 с. ISBN 978-966-14-0159-9-3
  - (3-тє видання) Стівен Кінґ. Темна вежа IV: Чаклун та сфера. Переклад з англійської: Олена Любенко. Харків: Книжковий Клуб «Клуб Сімейного Дозвілля», 2015. 781 с. ISBN 978-966-14-0159-3